# Puracé
Puracé é um município da Colômbia, localizado no departamento de Cauca.